# 1049 Fifth Avenue
1049 Fifth Avenue es un edificio de apartamentos en condominio de lujo de 23 pisos ubicado en el Upper East Side, Nueva York. Construido en 1928 como Adams Hotel, el edificio sufrió una extensa renovación en su conversión a condominios residenciales durante los años 1990-1993. Cuando los apartamentos se pusieron a la venta por primera vez en 1991, eran los apartamentos residenciales con el precio más alto jamás publicados en la ciudad de Nueva York. Sus precios de venta establecieron récords municipales en 1993 y 1994.

## Historia
1049 Fifth Avenue fue construido en 1928 como el Hotel Adams. Una estructura de estilo funcionalista de antes de la guerra de ladrillo beige de 23 pisos, su arquitectura nunca se ha considerado particularmente distinguida. 
El Hotel Adams fue la última residencia de Héctor Guimard, principal representante del Art Nouveau en Francia. Murió en este edificio el 20 de mayo de 1942.
El edificio, todavía conocido como el Hotel Adams, se vendió en marzo de 1957 por 1,4 dólares. millones (15188000 ). El comprador fue el promotor Marvin S. Winter, quien luego alquiló el edificio a Leo Kossove. El hotel contaba en ese momento con 350 unidades. Poco después, en noviembre de 1957, Winter vendió el edificio a un consorcio liderado por Philip I. Nemiroff y Jack Waltzer. En ese momento se ofreció a los inquilinos un plan de conversión cooperativa. La conversión a cooperativa se declaró efectiva en 1964 después de que se hubiera comprado al menos el 15% de las unidades.
El edificio está situado en el Upper East Side, en la zona de la ciudad de Nueva York conocida como Museum Mile. Ocupa la cuadra delimitada por las avenidas Madison y Quinta y las calles 86 y 85.  Es adyacente y se relaciona arquitectónicamente con el antiguo Croyden Hotel, ahora apartamentos de alquiler, que comparte el resto de la cuadra hasta Madison Avenue.
En 1990, Jack C. Heller de Heller Macaulay Equities, Inc. compró 1049 Fifth Avenue y lo convirtió en 54 condominios de lujo con un promedio 3000 pies cuadrados (278,7 m²) cada uno. Posteriormente se redujo a 45 unidades.

## Cambio de dirección
A pesar de su dirección oficial en la Quinta Avenida, el edificio en realidad está ubicado a poca distancia al este en la Calle 86, separado de la Quinta Avenida por la Casa William Starr Miller, que linda con su fachada occidental.
Cuando se construyó originalmente, la dirección del edificio era 2 East 86th Street. Durante la renovación, los propietarios del edificio solicitaron a la oficina del presidente del distrito de Manhattan un cambio de dirección, citando el hecho de que todos los pisos por encima del séptimo ofrecen una vista sin obstáculos de Central Park. Esto fue con fines de marketing, debido al valor adicional que acumulan los bienes inmuebles con una dirección en la Quinta Avenida. Estos cambios son inusuales, pero no inauditos y se conceden si se consideran justificados.
El cambio de dirección fue aprobado e implementado en la primavera de 1991.

## Conversión
Después de serios problemas financieros por parte de su propietario, el 1049 de la Quinta Avenida fue renovado y convertido en condominios de lujo a partir de 1990. En medio de un peligroso mercado de bienes raíces de lujo, los condominios se pusieron en el mercado a partir de 1991 a un precio de entre $1,200 y $1,500 por pie cuadrado, lo que los convirtió en los apartamentos residenciales de mayor precio jamás ofrecidos a la venta en la ciudad de Nueva York.

### Gerald Guterman
A mediados de la década de 1980, el desarrollador de condominios de Nueva York Gerald Guterman compró 1049 Fifth Avenue, quien luego comenzó a renovar el edificio y comenzó a comprar apartamentos de inquilinos a largo plazo. Posteriormente, Guterman sufrió importantes reveses financieros debido a la Ley de Reforma Fiscal de 1986, que redujo significativamente el valor de sus propiedades inmobiliarias, y también a la caída del mercado de valores de 1987. Las renovaciones del edificio se detuvieron y Guterman se vio obligado a declararse en quiebra. A pesar de una intensa lucha legal por parte de Guterman para conservar la propiedad del edificio, éste fue puesto en quiebra y se ordenó su venta.

### Jack C. Heller
El 19 de enero de 1990, Jack C. Heller, socio de la empresa de desarrollo inmobiliario de Nueva York Heller Macaulay Equities, Inc., compró 1049 Fifth Avenue. El precio de venta fue de 38 millones de dólares, con financiación proporcionada por Investcorp. Una oferta adicional de Heller no logró comprar la antigua Casa William Starr Miller contigua, una estructura Luis XIII / Bellas Artes ubicada en la esquina de la Quinta Avenida.
Heller, graduado de la Universidad de Boston en 1978, era heredero del capital del Grupo Foreston, un conglomerado familiar fundado en 1906 que era la operación independiente de extracción y distribución de carbón más grande de Estados Unidos, valorada entonces en 150 millones de dólares. En 1985, reviviendo los restos de la subdivisión de bienes raíces de su familia, Heller comenzó a desarrollar bienes raíces residenciales. Durante los años 1985-1990, construyó unos 1.500 apartamentos, incluido Le Chambord, un edificio de condominios de lujo de 23 pisos en 350 East 72nd Street. Heller expresó su admiración por la arquitectura de las icónicas casas de departamentos de Rosario Candela.  Fundó Heller Macaulay Equities en 1989 con su socio Duncan Macaulay. Del 1049 de la Quinta Avenida, Heller dijo: "Nunca más en mi vida espero ver la oportunidad de construir un gran edificio en la Quinta Avenida o a unos pocos pasos de ella".

### Renovación
Heller dividió el 1049 de la Quinta Avenida en 54 apartamentos (luego reducidos a 45) con un promedio de 3000 pies cuadrados (278,7 m²) de superficie por apartamento, incluidos cuatro penthouses con hasta 4600 pies cuadrados (42 735,4 dm²) Luego gastó 47 millones de dólares en renovaciones de edificios, casi 1 millón de dólares por apartamento. Diseñados por Costas Kondylis Architects y contratados por la firma de diseño de interiores de lujo Cullman & Kravis, los apartamentos estaban equipados con amplias características de lujo, incluida calefacción y refrigeración independientes para cada habitación, 12 pulgadas (304,8 mm) pisos de concreto, grandes ventanales y una despensa en la mayoría de los apartamentos. Sólo cuatro de los apartamentos resultantes tienen menos de dos dormitorios.
Todos los apartamentos en el lado oeste del edificio sobre el séptimo piso dan a Central Park y al Reservoir, encima de la adyacente Casa William Starr Miller. Esta es una característica muy deseable para un condominio en la ciudad y que genera una prima sustancial. Este lado de la estructura fue ampliamente remodelado, con grandes ventanales y balcones en algunos apartamentos.
Otras características de lujo de la propiedad incluyen almacenamiento en el refrigerador para entregas, casilleros de almacenamiento y una sala para bicicletas, pero no hay piscina ni garaje. Todos los apartamentos tienen su propia lavandería y algunos tienen chimenea. Además, el edificio emplea ascensoristas. El exclusivo tendero Dean & DeLuca mantiene una tienda en la esquina noroeste de Madison Avenue y 85th Street.
La renovación comenzó después de la compra del edificio en 1990 y se completó en 1993.  Además de los condominios, se ofrecieron a la venta apartamentos para el personal por orden de llegada por 100.000 dólares cada uno.

### Clima económico
La renovación del 1049 de la Quinta Avenida se llevó a cabo durante un clima económico deprimente para el sector inmobiliario de lujo. Las mismas circunstancias económicas que afectaron a Gerald Guterman aún no habían remitido y muchas de las principales empresas de desarrollo inmobiliario estaban quebrando. Una de las direcciones de lujo más prestigiosas de Manhattan, el Trump Palace, estaba pasando apuros y varios rascacielos residenciales recientemente construidos permanecían vacíos. Los precios de los condominios en Nueva York habían caído al menos un 25 por ciento desde 1989, y se desplomaron un enorme 4,6 por ciento sólo en el segundo trimestre de 1991. Peor aún, el malestar se extendió mucho más allá de Nueva York. El mundo se encontraba en medio de una grave crisis económica, la recesión de 1991.
Sobre el desarrollo de condominios de ultralujo de Heller en 1049 Fifth Avenue, la revista New York Magazine preguntó: ¿el proyecto era "Folly on the 'Fifth'?"  El experto inmobiliario James Austrian, de Austrian Roth and Partners, fue mordaz: "Creo que Jack Heller está loco, pero le deseo lo mejor".
En medio de estas peligrosas circunstancias económicas y las críticas escépticas de los expertos de la industria, Heller parecía sumamente confiado, casi exuberante. Expresó su confianza en que su proyecto de lujo alcanzaría precios elevados a pesar de la caída generalizada de los valores inmobiliarios y predijo que no podría vivir en el edificio porque se venderían todos los apartamentos.

### Éxito de ventas
Los condominios en 1049 de la Quinta Avenida se abrieron a la venta durante la primera semana de octubre de 1991, con precios iniciales de entre 1.200 y 1.500 dólares por pie cuadrado. Estos precios los convirtieron en los apartamentos residenciales más caros jamás ofrecidos a la venta en la ciudad de Nueva York.
En 1993, Heller había vendido dieciséis de los apartamentos a precios que oscilaban entre 800 y 950 dólares por pie cuadrado. Ese año registró los dos precios de venta de condominios más altos en Manhattan: 3,5 millones de dólares y 3,8 millones de dólares. El 22 de junio de 1994, la revista Entrepreneur informó de la espectacular venta de un 4661 pies cuadrados (433 m²) ático por 5,5 millones de dólares, o 1.100 dólares por pie cuadrado, el récord de ese año. El apartamento contaba con 4 dormitorios, 6.5 baños de mármol, una sala de estar con chimenea de leña, sala multimedia, biblioteca, comedor formal, cocina de granito y cuarto de servicio. También contaba con 4 terrazas y vistas de 360 grados.
Heller aprovechó esta venta para expresar nuevamente su confianza en su proyecto y en los bienes raíces de Nueva York en general, diciendo que demuestra "que el mercado de condominios en la ciudad de Nueva York está nuevamente prosperando y fortaleciéndose cada día".
Como resultado de su éxito de alto perfil con 1049 Fifth Avenue, Heller fue nombrado una de las luminarias empresariales "40 menores de 40" por Crain's New York Business en 1993.

## Rush Limbaugh
La personalidad de la radio estadounidense Rush Limbaugh comenzó su carrera en la radiodifusión nacional en Manhattan en 1988. En 1992, ganó 3,5 millones de dólares y estaba en camino de hacer una fortuna. Limbaugh compró un ático de 10 habitaciones en 1049 de la Quinta Avenida, con chimenea y cuatro terrazas, por "poco menos" de 5 millones de dólares en 1994.
Después de trasladar su operación de transmisión a Palm Beach, Florida, a fines de la década de 1990, Limbaugh criticó su programa sobre las altas tasas del impuesto estatal sobre la renta en Nueva York. En la primavera de 2009, el estado de Nueva York adoptó un recargo temporal al impuesto sobre la renta para las personas ricas, momento en el que Limbaugh amenazó con vender su condominio y abandonar la ciudad para siempre. Una transcripción del programa en el sitio web de Limbaugh se tituló "El Rushbo a Nueva York: Drop Dead". El gobernador de Nueva York, David Paterson, restó importancia a las críticas de Limbaugh y dijo: "Si hubiera sabido que ese sería el resultado, habría pensado antes en los impuestos".
Limbaugh cumplió su promesa de vender su apartamento y el condominio entró en contrato el 8 de julio de 2010 por "un poco menos" de 12,95 millones de dólares.